# Ráncolás

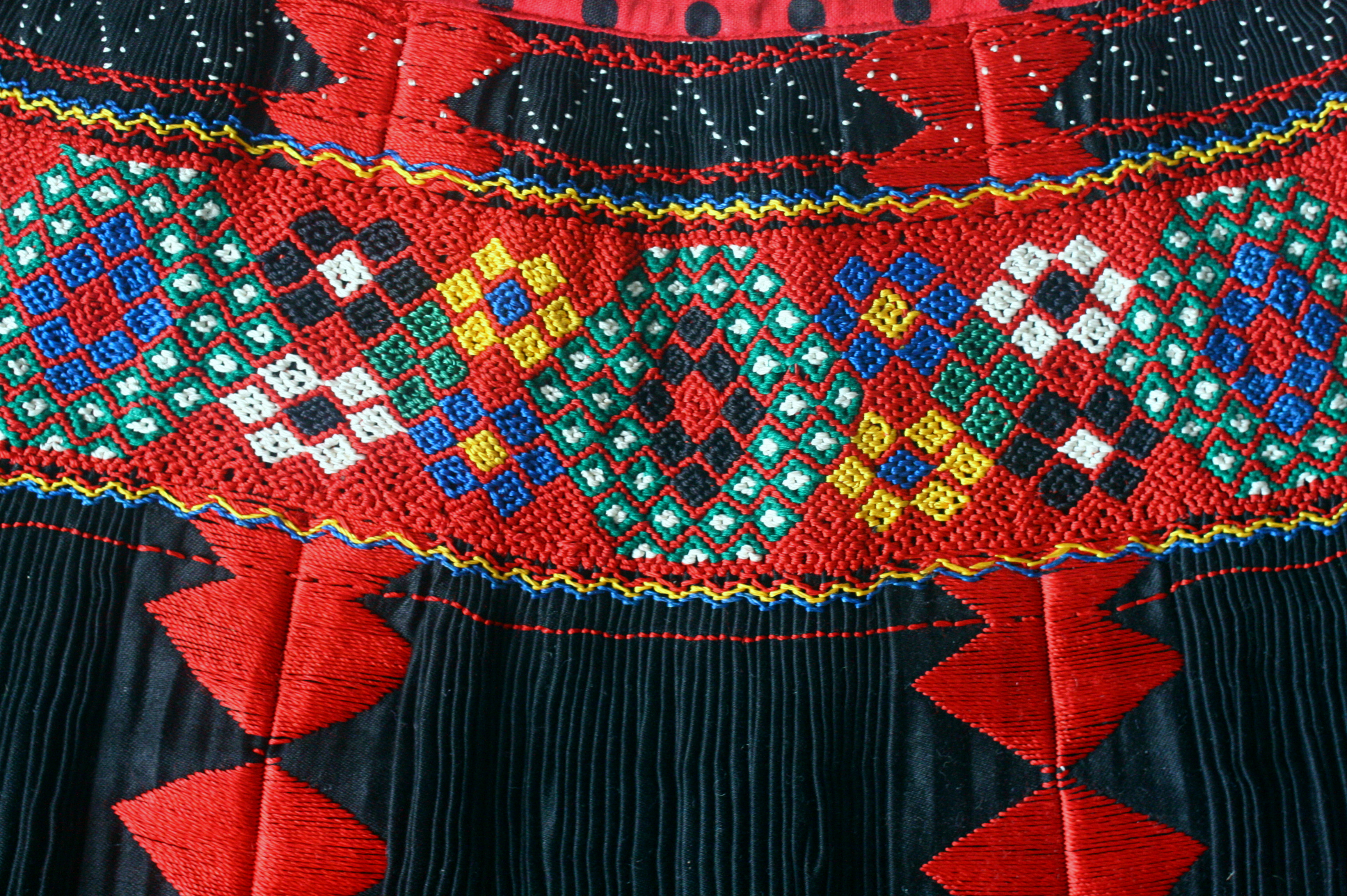
Kalotaszegi román kötény darázsolásának részlete

Ráncolás a ruhadarab részeinek szűkítésére, összehúzására használt eljárás. Fejlettebb változatai a ruha díszítését is szolgálja. Főleg az egyenes szabású ruháknál alkalmazzák. A kalotaszegi népviseleten szép példáit láthatjuk.

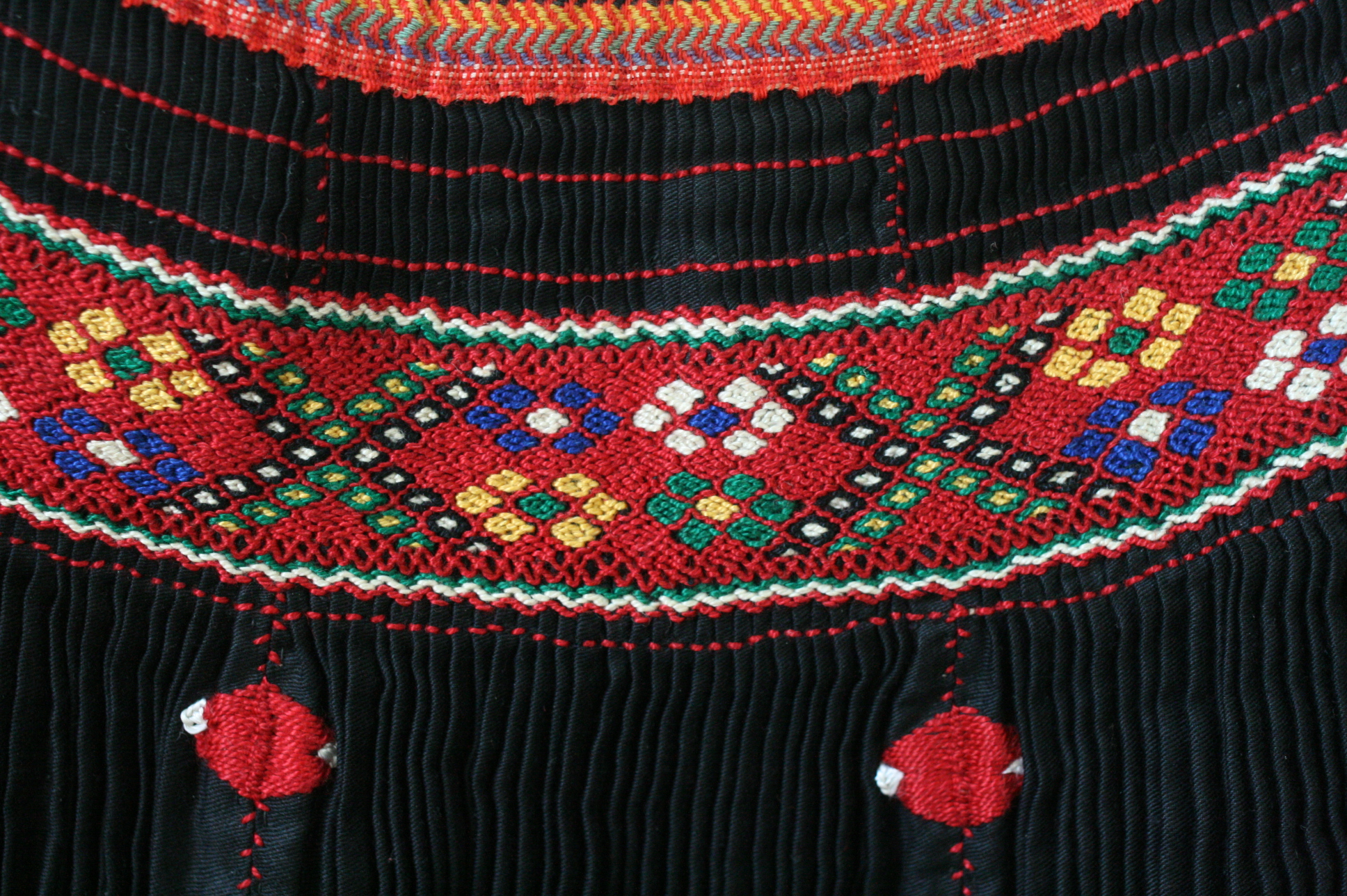
Kalotaszegi magyar kötény darázsolásának részlete

## Története
Európában a reneszánsz idején élte fénykorát. Gyönyörűen ráncolt ingeket láthatunk Holbein képeken. 
Erdély bizonyos tájegységein még a 20. században is készítették és viselték az ún. mellévarrott ujjú inget. Ennek a nyaki részét mindig ráncolással húzták össze, amit gyakran szövőöltéssel rögzítettek és díszítettek.
Annak ellenére, hogy ez az eljárás nagyon munkaigényes a parasztságnál sokáig fennmaradt mint ünneplő ruha. De nem csupán Európa keleti felén találjuk mesteri alkalmazását a ráncolásnak, hanem Angliában is, ahol a smock a 19. században még népszerű ruhadarab volt.

## Alkalmazása
A ráncolást hagyományosan a ruha nyílásainak összehúzására használják. Tehát olyan helyeken alkalmazzák, ahol a hideg behatolhat (kézelő, nyak, vagy kétrészes ruha esetén a deréknál). Előfordulhat a vállnál vagy könyöknél is. Ez utóbbi esetben a kézelő bő marad és általában gazdag csipke díszíti (lásd a Gyimeseken).
A magyarságnál főleg a női ruhákra jellemző díszítés. A reneszánszban viszont gyakran használták férfi ruhák díszítésére.
A ráncolást régen a vászonfélék tárolásakor is alkalmazták. Például ráncba szedve tették el a lepedőt is. Innen ered a mondás, hogy "ráncba szed valamit", vagyis rendbe rak valamit. Kalotaszegen a lobogós ujjú ingnek és Széken is a vászoningeknek az ujját eltevéskor harmonikaszerűen hajtogatták össze és arra göngyölítették rá az ing többi részét, hogy kibontva ne legyen gyűrött.

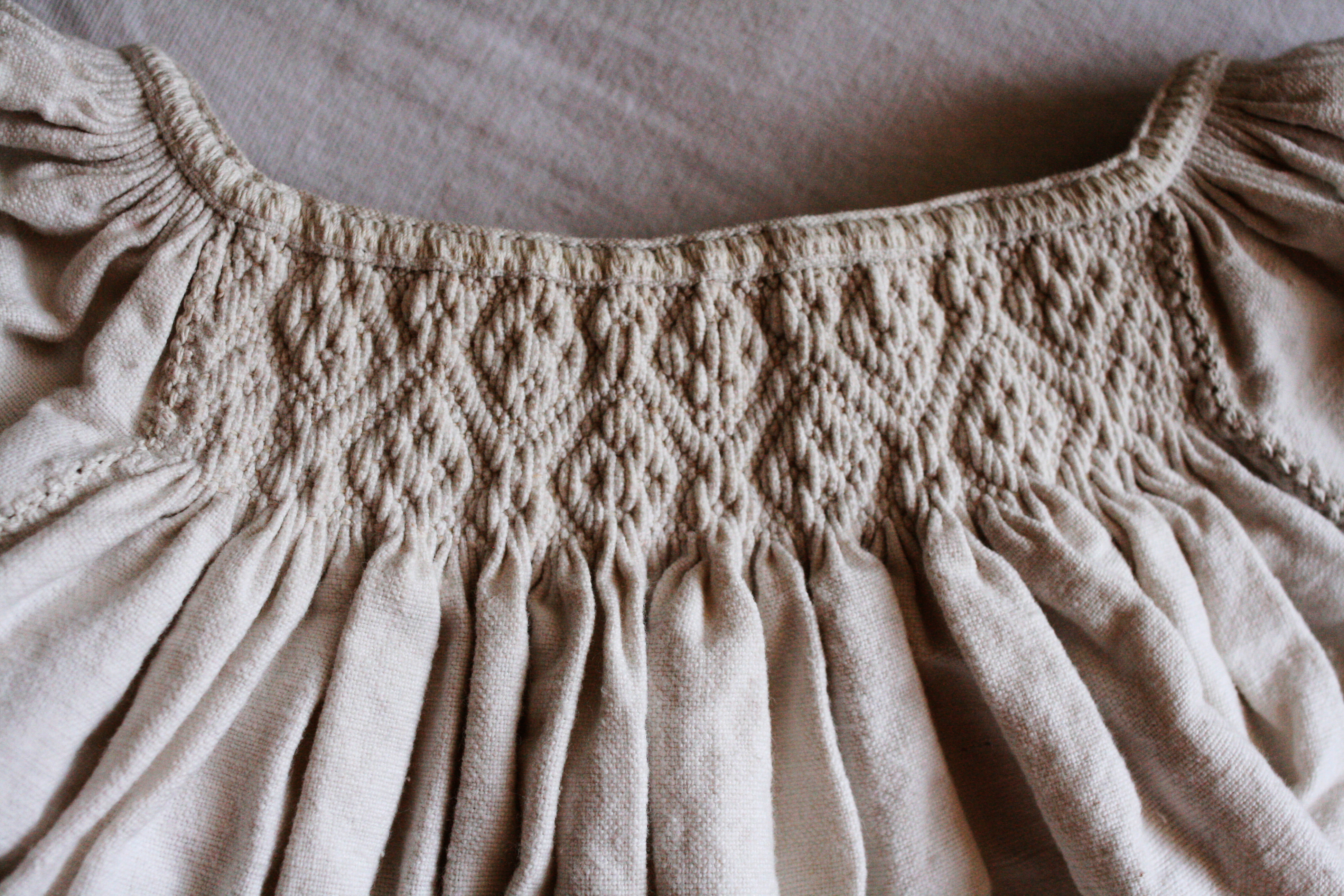
Barcasági halóing (temetésre készült) ráncolása
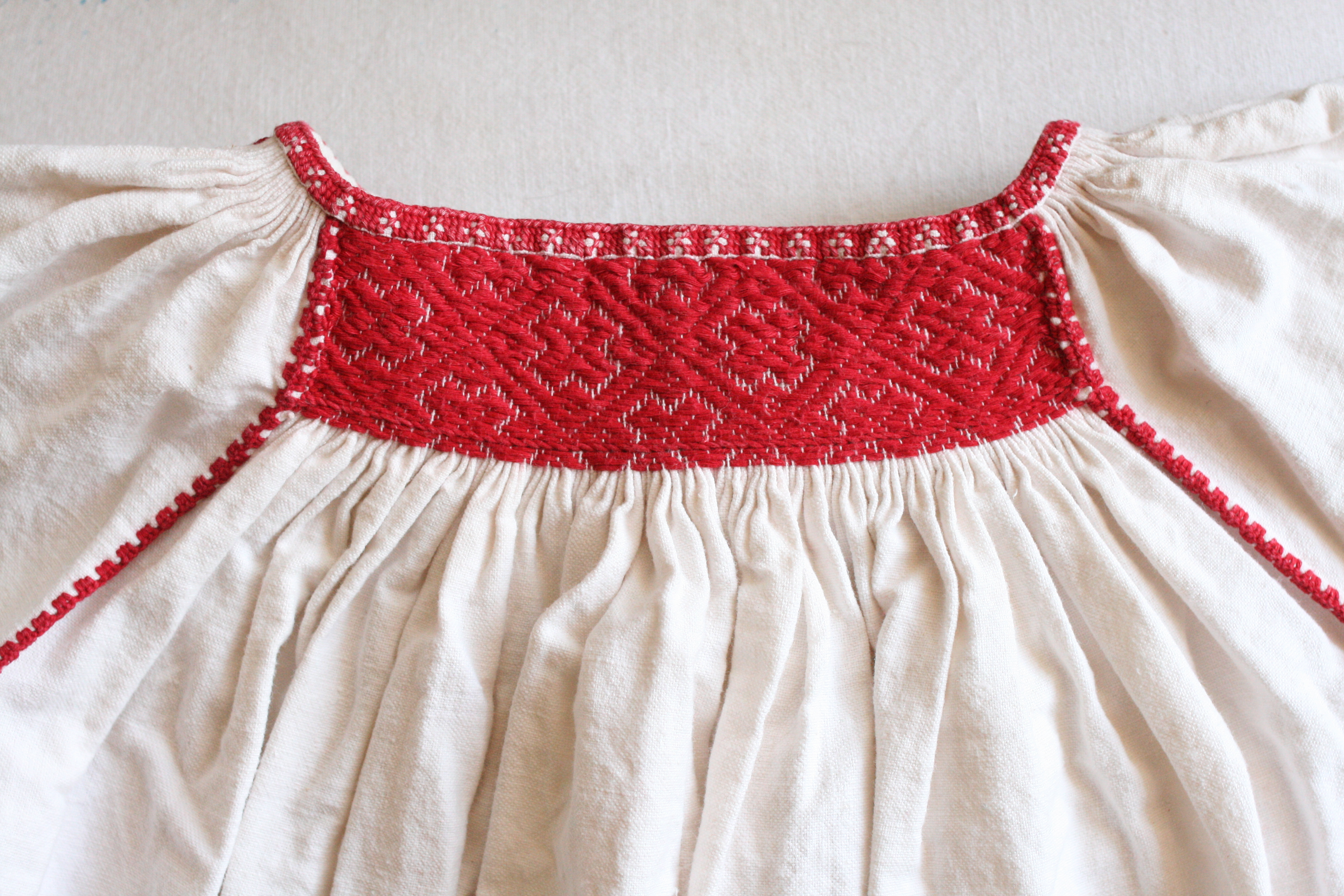
Barcasági leánying ráncolt nyaki része
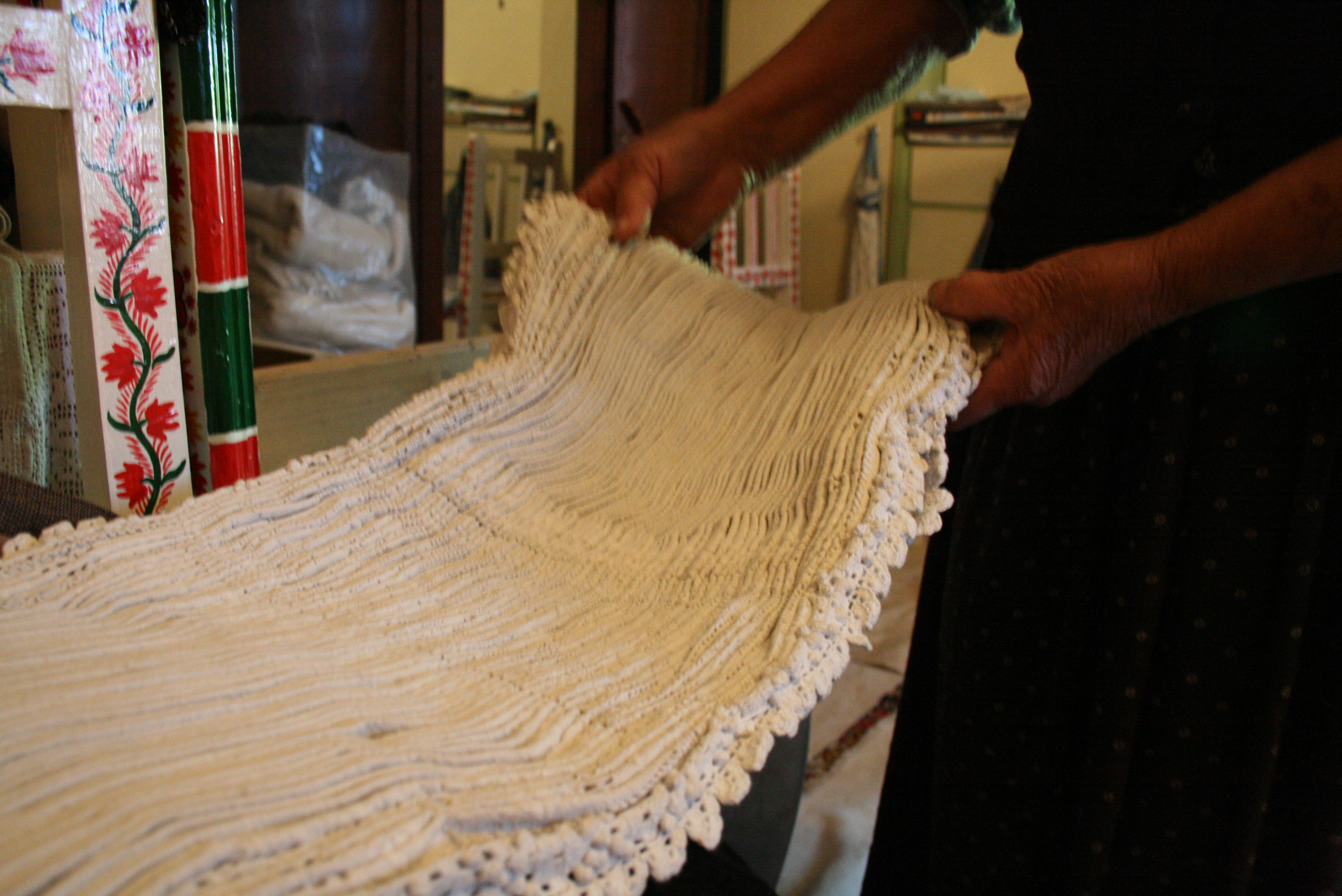
Kalotaszegen a hímzett lepedőt ráncba szedve tárolják
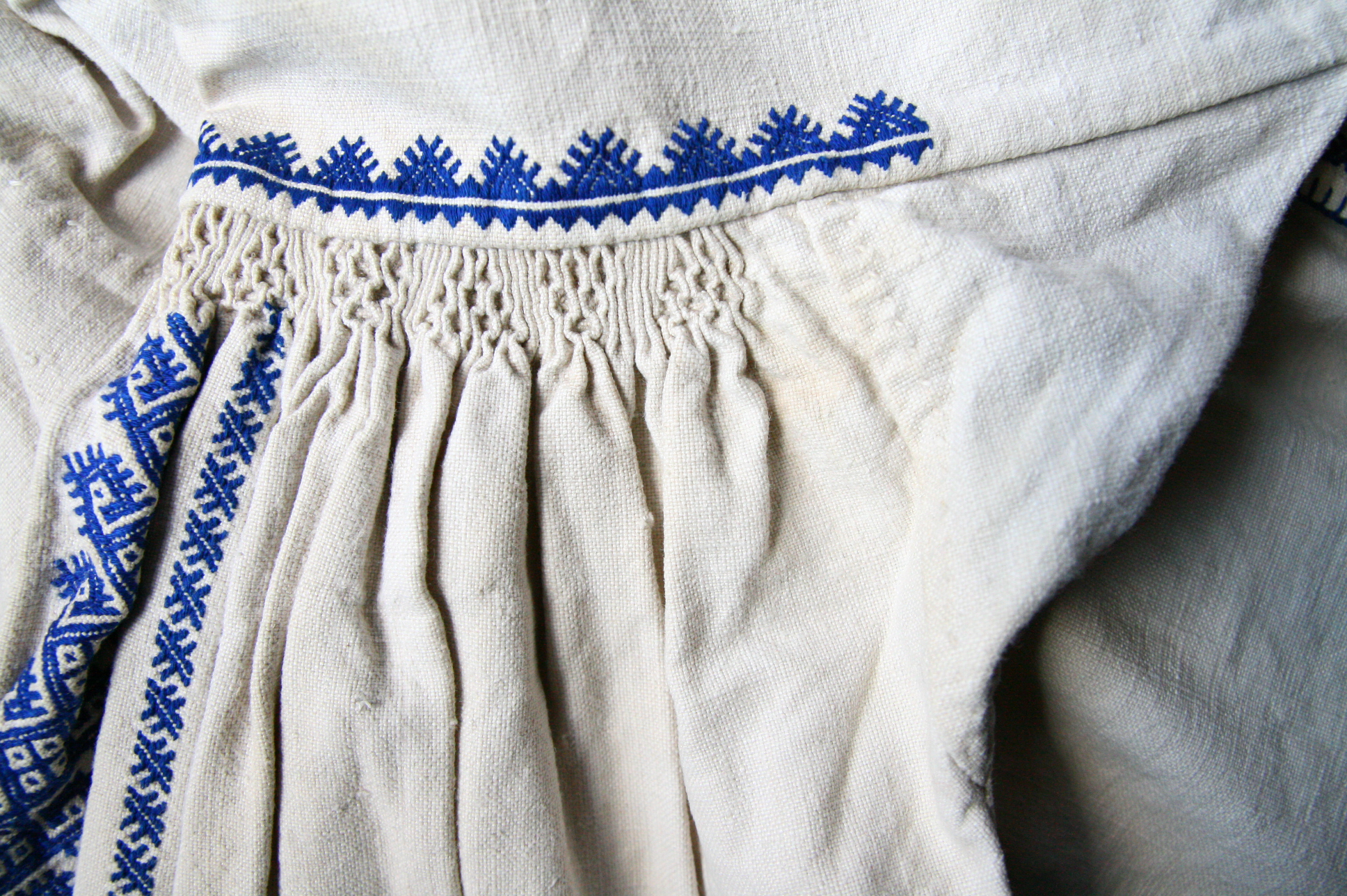
Bihari román férfiing vállának ráncolása
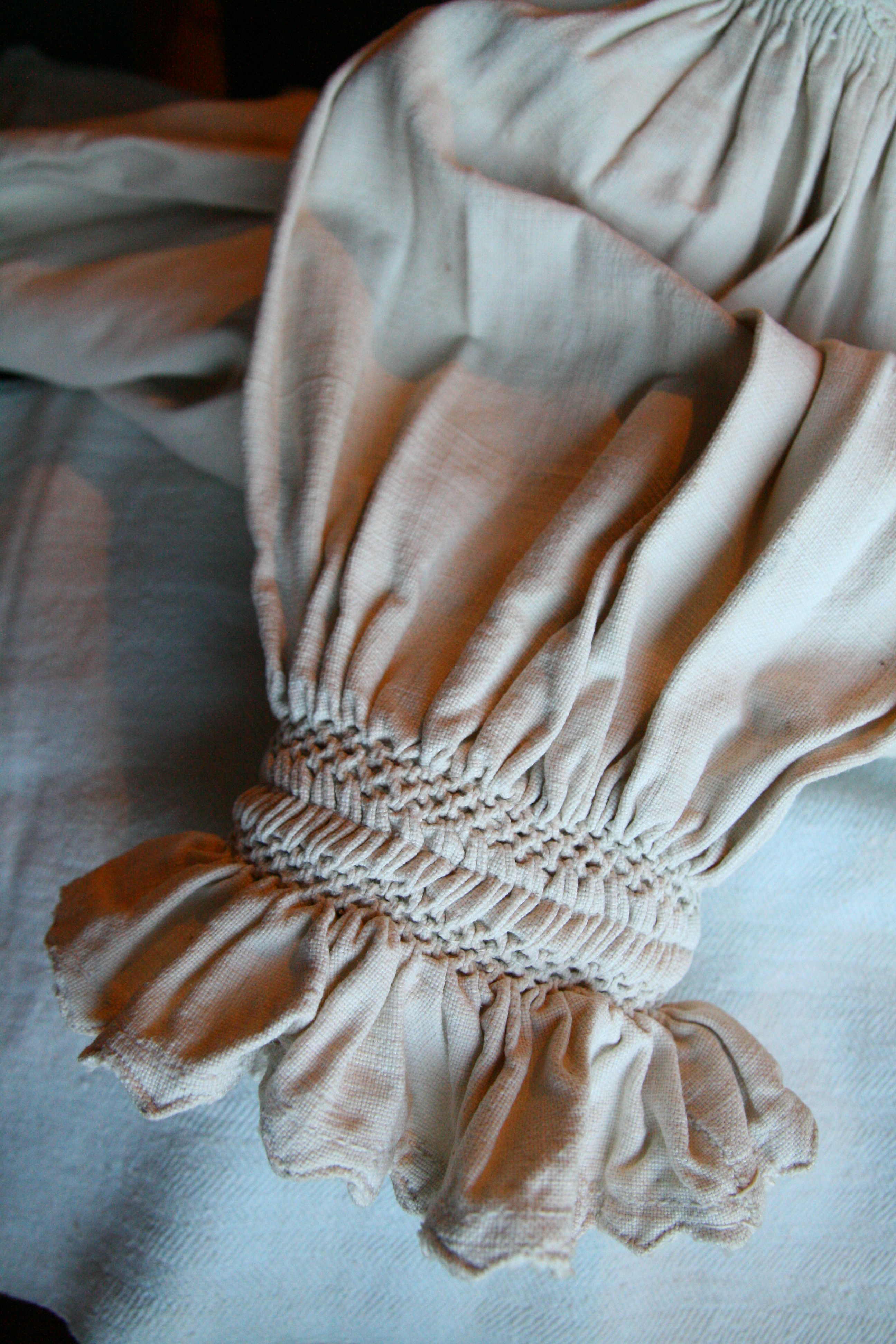
Bihari román ing ujjának ráncolása

## Kapcsolódó szócikk
- Pliszé